# Hermanus (voornaam)

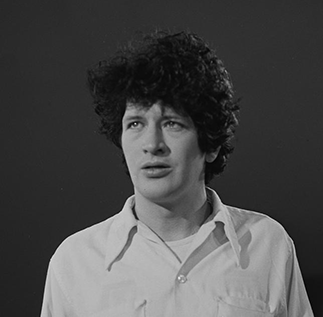
Hermanus (Herman) Brood in 1979

Hermanus is een Nederlandse variant en gelatiniseerde vorm van de jongensnaam Herman.

## Bekende naamdragers
- Hermanus Amya, Nederlandse Advocaat
- Hermanus (Herman) Brood, Nederlandse zanger, kunstschilder, pianist, acteur en auteur
- Hermanus van Brussel, Nederlands kunstschilder
- Hermanus Gerardus Jacob Schelling, Nederlands architect
- Hermanus Petrus Josephus de Vries, Nederlands architect